# Largu
Largu est une commune du județ de Buzău en Roumanie.
Sa population était de 1 526 habitants en 2011.